# جان بودان
جان بودين (حوالي 1530 - 1596)، فقيه وفيلسوف سياسي فرنسي، وعضوًا في برلمان باريس وأستاذًا للقانون في جامعة تولوز. عاش بودين في أعقاب الإصلاح البروتستانتي وألف أعماله في فترة الحروب الدينية في فرنسا. بدا وكأنه كاثوليكي المذهب طوال حياته ولكنه كان ينتقد السلطة البابوية [الإنجليزية] على الحكومات وكانت هناك أدلة على أنه ربما تحول إلى البروتستانتية أثناء إقامته في جنيف. اشتهر بنظريته في السيادة، وكان من دعاة السيطرة المركزية القوية داخل النظام الملكي الوطني باعتبارها الحل للنزاعات بين الفصائل.
كان بودين من أنصار التسامح الديني، وكان مستشاراً لهنري الرابع ومن المعجبين به، ومن فلاسفة المذهب التجاري.

## حياته
ولد جان بودان في آنجر، وربما كانت أمه أسبانية يهودية وجاء إلى باريس 1560، واشتغل بالقانون، ولكنه لم يدر عليه ربحاً. وانصرف في لهفة شديدة على دراسة الفلسفة والتاريخ. ودرس في نهم العبرية واليونانية والألمانية والإيطالية، وكتابات ليڤي وتاكيتوس والعهد القديم، وشيشرون، ودساتير دول غرب أوروبا. وآمن بأن دراسة التاريخ هي بداية الحكمة السياسية.

## أعماله

### منهج لتيسير فهم التاريخ
وكان أول ما قدم للطبعة «منهج لتيسير فهم التاريخ» (1566). وهو كتاب يجده الطالب تافهاً لا قيمة له ولا متعة فيه محشوا بالتنميقات البلاغية، والأطناب الممل. إن العقل الفلسفي لا يتم نضجه مبكراً. لقد اعتقد بودين وهو في السادسة والثلاثين أن التاريخ يوحي إلينا بالفضيلة عن طريق الكشف عن هزائم الأشرار وانتصارات الأخيار (59)، ومع ذلك فإن الكتاب يعتبر بعد- «مقالات مكياڤلي»- أول كتاب هام في فلسفة التاريخ.

### الجمهورية
وفي كتاب الجمهورية الذي جاء بعده- وقبل قرن ونصف قرن من ظهور فيكو ومونتسكيو- نجد تفكيراً منهجياً منتظماً في المناخ والسلاسة باعتبارهما عاملين من عوامل التاريخ. فالتاريخ من وظائف الجغرافيا- الحرارة، المطر، التربة، سمات السطح... أن الجغرافيا تحدد الخلق، والخلق يحدد التاريخ. وأن الناس لتتباين أخلاقهم وسلوكهم، تبعاً لحياتهم على الجبال أو الأودية، أو على شواطئ البحار. ويتميز أهل الشمال بقوة الجسم والنشاط العضلي. على حين يتميز أهل الجنوب بالحساسية العصبية وحدة الذهن. أما سكان المنطقة المعتدلة، مثل شعوب البحر المتوسط وفرنسا فإنهم يجمعون بين خصائص الشمال والجنوب، وهم عمليون أكثر من أهل الجنوب، ومفكرون أكثر من أهل الشمال، وينبغي أن تتكيف حكومة أي شعب مع خلقه الذي حددته الجغرافيا والسلاسة، والذي لا يكاد يتغير بمرور الزمن. وعلى هذا الأساس يجب أن يحكم شعوب الشمال بالقوة، وشعوب الجنوب بالدين.
وقد استعمل بودان هذه اللفظة بمعناها الروماني: أي الدولة. وفرق بين الدولة والمجتمع. فالمجتمع قائم على الأسرة، التي لها أساس طبيعي في العلاقة بين الجنسين وبين الأجيال. أما الدولة فتقوم على قوة مصطنعة. وكانت الأسرة في شكلها الطبيعي، أبوية- أي أن للأب سلطة مطلقة على أزواجه وبنيه وممتلكات الأسرة، وربما أنقصت المدينة بشكل خطير من حقوق الأب. ويجب أن تخضع المرأة دوماً للرجل لأنها أضعف منه عقلاً، وفي وضعها معه على قدم المساواة إغفال خطير «للطبيعة». وينبغي أن يكون للزوج على الدوام حق الطلاق، كما ورد في التوراة. وذهب بودين إلى القول بأن انهيار سلطان الأب وتخلخل انضباط الأسرة كانا بالفعل يقوضان الأسس الطبيعية للنظام الاجتماعي. لأن الأسرة، وليست الدولة، هي وحدة النظام والأخلاق ومصدرها، فإذا انهارت وحدة الأسرة والانضباط، فلن يملأ فراغها أية قوانين مهما بلغ عددها (61). والملكية الخاصة أمر لا غنى عنه لكيان الأسرة وبقائها. والشيوعية مستحيلة لأن كل الناس ولدوا غير متساوين (62).

## الرد على تناقضات مالستروا
وفي كتاب أقل شأناً «الرد علة تناقضات مالستروا»، أسس بودان «الاقتصاد السياسي» تقريباً (60) فحلل أسباب ارتفاع الأسعار في أوروبا، وناقش مساوئ خفض قيمة العملة، ودافع عن حرية التجارة، في عصر الحماية الطبيعية والإقليمية، وأكد العلاقة بين الواقع الاقتصادي والسياسة الحكومية.

## أفكار سياسية
وكان بودان أكثر واقعية من ماريانا وروسو في مناقشته لأصل الدولة. فليس ثمة لغو وهراء حول ميثاق أو عقد اجتماعي، فقد تنشأ الجماعات القروية على شيء من مثل هذا الاتفاق. أما الدولة. فقد نشأت بتغلب مجموعة من الأصوات على مجموعة أخرى، ثم أصبح زعيم الفريق المنتصر ملكاً (63). ولم ينبع إقرار القوانين من إرادة الشعب أو "سيادته" بل من القوة النظامية للحكومة،- ومن ثم فإن الملكية المطلقة أمر طبيعي، فإنها في الدولة، استمرار لسلطة الأب في الأسرة الأبوية. فلن تكون هناك سيادة لأية دولة إذا خضعت لغير قوانين الطبيعة وقوانين الله (64). وكما انتهى هوبز إلى هذه النتائج فراراً من الفوضى التي سببتها الحرب الأهلية في إنجلترا (1642- 1649)، فإن بودان رأي في الحكومة الاستبدادية المخرج الوحيد من الحروب الدينية وتمزيق فرنسا، مع ملاحظة أن كتابه نشر بعد أربع سنوات فقط من مذبحة سانت برتلميو، وربما كتب بالدم الذي كان يجري أنهار في شوارع باريس. وبدا لبودين أنه إذا كانت مهمة الدولة هي المحافظة على النظام، فإن هذا لن يتسنى لها إلا عن طريق سيادة مطلقة غير قابلة للتحويل أو التخلي عنها. وبناء على هذا تكون الملكية غير المقيدة، الوراثية، هي خير أنواع الحكومات: يجب أم تكون غير مقيدة حتى لا تنتهي إلى الفوضى، ووراثية تجنباً لشرور النزاع على العرش. فالملكية مثل السلطة الأبوية- سادت في معظم أنحاء الأرض، لأطول مدة من الزمن، ولقد أقرها التاريخ على حين أن الديمقراطيات لم تحكم الدول إلا لفترات قصيرة فحسب، ولكنها تنهار، بسبب تقلب الشعب، وعجز الموظفين الذين يختارهم، وفسادهم وقبولهم للرشوة (65)، وفي أية جمعية شعبية يحسب عدد الأصوات دون وزنها أو تقدير قيمتها (من أجل نوعية التفكير الذي أدلى بالصوت)، فإن الحمقى والأشرار والجهال أكبر ألف مرة دائماً من عدد الرجال الذين يقام لهم وزن "وليس ثمة خلاص للديمقراطية إلا إذا تولى الحكم، وراء ستار المساواة، نفر قليل من الناس، ورجح وزن العقول عدد الرؤوس (66).
واعترف بودان بأنه لا بد من إيجاد مخرج من الاستبدادية المطلقة إذا أصبح الحاكم طاغية ظالماً. فأباح حق القيام بالثورة أو قتل الطاغية، وربما كان ذلك على أساس غير منطقي. وسلم بأنه حتى ملكياته البالغة حد الكمال، لا بد أن يأتي يوم تنهار فيه، وتعزل نتيجة تغييرات لا معدي عنها، وتتعذر الحيلولة دون وقوعها. واستبق هيجل، فقسم التاريخ إلى فترات ثلاث: الأولى سيطرت فيها دول الشرق، والثانية شعوب البحر المتوسط، والثالثة أقطار شمالي أوروبا. ومن خلال تعاقب القيام أو السقوط هذا، ذهب بودين إلى القول بأنه يلحظ شيئاً من التقدم. ولا يقع العصر الذهبي في الماضي الأسطوري، بل في المستقبل الذي سيجني ثمار أعظم الاختراعات على الإطلاق- وهي الطباعة (67). وكتب (قبل بيكون بنصف قرن) أن العلوم تدخر في أعماقها كنوزاً لن تقدر على استنفادها أية عصور مقبلة قط.
وكان بودان مفكراً حراً، مع نظرة كريمة بعين الاعتبار إلى الكتاب المقدس، (أو بالأحرى إلى العهد القديم، لأنه يتجاهل العهد الجديد تقريباً)، مع إنكار تام لحقيقة السحر والملائكة والعفاريت والتنجيم، وضرورة إقامة دولة ملتئمة مع الخصائص الخفية للأرقام. ونادى بأقصى العقوبة للسحرة، ونصح الأمراء بالمحافظة على وحدة العقيدة الدينية لأطول وقت ممكن، ولكن إذا قويت الهرطقة وانتشرت، فليس من الحكمة قمعها بالقوة، بل إنه من الأفضل الاعتماد على عنصر الزمن لكسب الهراطقة إلى جانب الدين الرسمي.
أما ماذا عساه يكون هذا الدين، فلم يفصح عنه بودان. وكان دينه مشكوكاً فيه. وفي كتابه الغريب «حديث سبعة رجال» الذي تركه عن عمد دون أن ينشره، (طبع لأول مرة 1841)، صور كاثوليكياً ولوثرياً وكلفنياً ويهودياً ومسلماً، وأبيقورياً وروبوبياً، في مناقشة في البندقية. وفازت اليهودية، أما المبادئ المسيحية في الخطيئة الأصلية، والتثليث والتجسد فقد كان الهجوم عليها أقوى بكثير من الدفاع عنها. ولم يثبت في النهاية إلا الإيمان بالله. أن نقاد بودان اتهموه بأنه يهودي وكلفني وملحد، وقالوا بأنه مات على غير دين «كالكلب». ولكن الإيمان بالتوجيه الإلهي للعالم، واضح بأجلى بيان في «الجمهورية»، والإلحاد موضوع خارج نطاق التسامح، لأنه يهزأ بالكون (69).
وكان بودين، مثل هوبز، رجلاً هياباً يحاول أن يتلمس طريقه إلى الهدوء والاستقرار وسط طغيان الثورة والحرب. وأصاب أعظم مؤلفاته عدوى زمانه، فكان فلسفة لعالم مضطرب معتل يتلهف على النظام والسلام. ولا يمكن أن تقارن بالحكمة المصقولة التي جاءت في «مقالات» مونتيني الذي كان أقل منه انزعاجاً في تلك السنوات ذاتها. ومع ذلك فإنه منذ عهد أرسطو ليس ثمة رجل، ربما باستثناء ابن خلدون، نشر الفلسفة السياسية على مثل هذا النطاق الواسع، أو دافع عن آرائه وأهوائه بمثل هذه القوة والعمق، مثل بودين. ولن تجد قبل ظهور «لفياتان هويز» مثل هذه المحاولة الجادة لاكتشاف بعض المنطق في أساليب الدول.

## وفاته
توفي في لاون أثناء وباء الطاعون.

## روابط خارجية
- جان بودان على موقع الموسوعة البريطانية (الإنجليزية)
- جان بودان على موقع إن إن دي بي (الإنجليزية)